# Janów Karwicki
Janów Karwicki – wieś w Polsce położona w województwie łódzkim, w powiecie opoczyńskim, w gminie Opoczno.
W latach 1975–1998 miejscowość administracyjnie należała do województwa piotrkowskiego.
Wierni kościoła rzymskokatolickiego należą do parafii św. Bartłomieja w Opocznie.